# Palaemonella spinulata
Palaemonella spinulata is een garnalensoort uit de familie van de Palaemonidae. De wetenschappelijke naam van de soort is voor het eerst geldig gepubliceerd in 1936 door Yokoya.